# Davor Rukavina
Davor Rukavina je bivši hrvatski košarkaš. Igrao je za reprezentaciju Jugoslavije. 

## Klupska karijera
Igrao je za Lokomotivu iz Zagreba. Bio je članom sastava koji je igrao odlučujuću prvenstvenu utakmicu protiv splitske Jugoplastike sezone 1970./71. Oba su sastava borila se za svoj prvi naslov državnog prvaka u povijesti. 
Suigrači su mu na toj utakmici bili Milivoj Omašić, Topić, Nikola Plećaš, Dragan Kovačić, Buva, Damir Rukavina, Većeslav Kavedžija, Eduard Bočkaj, Sučević, Petar Jelić, Rajko Gospodnetić, a trener Mirko Novosel.